# Пирамиди Гуимар
Пирамидите Гуимар са шестстъпаловидни пирамиди, намиращи се в Гуимар, на югоизточния бряг на остров Тенерифе от Канарските острови.
Според общоприетата версия, те са изградени от местните гуанчи-земеделци с камъните, отстранени от земята. Тази практика съществува на Канарските острови до втората половина на 19 век. Днес произходът им е предмет на множество спекулации. В миналото те са били девет, а днес са останали само шест, като е имало и други из островите. Според Тур Хейердал, Канарските острови служели в античността като транзитен морски фортпост между Средиземноморието и Мезоамерика. Този маршрут бил използван и от Христофор Колумб, а с цел да докаже възможността за такива плавания и контакти, Хейердал преплува Атлантика с папирусната лодка Ра II.